# AMP busz (Miskolc)
A miskolci AMP jelzésű autóbuszvonal az Avas kilátó és a Majális-park között húzódik, amelyet a Miskolc Városi Közlekedési Zrt. üzemeltet a városi majálisok idején.

## Története
Az MVK Zrt. többéves szokása, hogy minden év május 1-jén díjmentesen igénybe vehető járatokat indít a városi majálisra AMP, RMP, FMV és MPV jelzéssel.
A miskolci tömegközlekedést biztosító vállalat autóbuszai a szabad- és munkaszüneti napi menetrend, villamosai vasárnapi menetrend szerint közlekednek május első napján, a 4 különböző autóbuszvonal járatai ütemezett menetrend szerint, és az alapmenetrendben meghirdetett buszokon felül indulnak (néhány kivétellel).

## Útvonala
Az AMP jelzésű autóbuszok az Avas kilátó – Népkert szakaszon a 34-es buszokkal megegyező útvonalon közlekednek, ahonnan tovább a Villanyrendőrön át a Hősök terére jutnak, majd a Dózsa György úttól a Vologda városrész irányába egészen a Majális-parkig az 1-es autóbuszvonalon haladnak.
| Avas kilátó – Majális park | Majális park – Avas kilátó |
| --- | --- |
| Avas kilátó ➝ Pattantyús utca ➝ Klapka utca ➝ Fényi Gyula tér ➝ Szentgyörgy út ➝ Miskolctapolcai út ➝ Csabai kapu ➝ Görgey utca ➝ Szemere utca ➝ Kazinczy utca ➝ Batthyány utca ➝ Palóczy utca ➝ Dózsa György út ➝ Vologda utca ➝ Győri kapu ➝ Andrássy utca ➝ Kiss tábornok utca ➝ Táncsics tér ➝ Árpád út ➝ Hegyalja út ➝ Majális park | Majális park ➝ Hegyalja út ➝ Árpád út ➝ Táncsics tér ➝ Kiss tábornok utca ➝ Andrássy utca ➝ Győri kapu ➝ Vologda utca ➝ Fazekas utca ➝ Kazinczy utca ➝ Szemere utca ➝ Görgey utca ➝ Csabai kapu ➝ Miskolctapolcai út ➝ Szentgyörgy út ➝ Fényi Gyula tér ➝ Klapka utca ➝ Pattantyús utca ➝ Avas kilátó |

## Közlekedése
Az Avas kilátó irányából
- 8:40 és 17:40 között félórás ütemezettséggel,
- valamint 18:40-kor;

A Majális park irányából
- 10:05 és 18:35 között félórás ütemezettséggel,
- valamint 19:10-kor és 19:40-kor indulnak autóbuszok.

## Megállóhelyei
| 0  | Avas kilátó végállomás                  | 0.0 km  | 0  | 29, 30, 31, 32, 34, 35, 35G, 36, 39, 900, 935 |
| 1  | Leszih Andor utca                       | 0.4 km  | 1  | 29, 30, 31, 32, 34, 35, 35G, 36, 39, 900, 935 |
| 2  | Hajós Alfréd utca                       | 0.8 km  | 3  | 29, 30, 31, 32, 34, 35, 35G, 36, 39, 900, 935 |
| 3  | Mednyánszky utca                        | 1.2 km  | 4  | 29, 30, 31, 32, 34, 35, 35G, 36, 39, 900, 935 |
| 4  | Ifjúság útja                            | 1.6 km  | 6  | 29, 30, 31, 32, 34, 35, 35G, 36, 39, 900, 935 |
| 5  | Avas városközpont                       | 1.8 km  | 7  | 29, 30, 31, 32, 34, 35, 36, 39, 900, 935 |
| 6  | Sályi István utca                       | 2.2 km  | 8  | 29, 30, 32, 34, 36, 39, 935 |
| 7  | Szentgyörgy út                          | 2.6 km  | 10 | 20, 29, 30, 32, 34, 36, 39, 935 |
| 8  | Vasúti felüljáró                        | 3.3 km  | 11 | 20, 24, 30, 32, 34, 36, 39, 935 |
| 9  | Tapolcai elágazás                       | 3.9 km  | 13 | 4, 14, 20, 24, 30, 32, 34, 36, 43, 45, 900, 914, 935 1050, 1369, 1372, 1373, 1374, 1375, 1376, 1377, 1380, 1410, 1411 3739, 3740, 3742, 3743, 3744, 3745, 3748, 3749, 3750, 3751 |
| 10 | Petneházy-bérházak                      | 4.2 km  | 15 | 14, 20, 24, 30, 31, 34, 36, 43, 900, 914, 935 |
| 11 | SZTK Rendelőintézet                     | 4.8 km  | 16 | 14, 20, 24, 30, 31, 34, 36, 43, 900, 914, 935 1369, 1370, 1377 3739, 3740, 3742, 3743, 3744, 3745, 3748, 3749, 3750, 3751                                                        |
| 12 | Népkert                                 | 5.4 km  | 18 | 14, 20, 28, 34, 35, 36, 43, 900, 914, 935 |
| 13 | Villanyrendőr                           | 6.0 km  | 19 | 1VP, 14, 14G, 28, 34, 35, 36, 43, 900, 901, 914, 935, Auchan 1 1 |
| 14 | Hősök tere                              | 6.3 km  | 20 | 14, 14G, 28, 34, 35, 36, 43, 900, 901, 914, 935 |
| 15 | Kazinczy Ferenc utca (↓)                | 6.5 km  | 21 | 11, 34 |
| 16 | Szemere-kert (↓)                        | 6.9 km  | 22 | 11, 34 |
| ∫  | Petőfi tér (14-es busz felszállóhelyén) | ∫       | ∫  | 1, 1G, 11, 14, 14G, 20, 34, 34G, 36, 54, 101B, 900, 901, 914, 935 1383 3755 |
| ∫  | Petőfi tér (1-es busz felszállóhelyén)  | ∫       | ∫  | 1, 1G, 11, 14, 14G, 20, 34, 34G, 36, 54, 101B, 900, 901, 914, 935, RMP 1383 3755                                                                                                 |
| 17 | Dózsa György út                         | 7.3 km  | 24 | 1, 1G, 34, 34G, 54, 101B, 901, RMP 1053, 1383 3735, 3755 |
| 18 | Vologda városrész                       | 7.9 km  | 25 | 1, 1G, 34, 34G, 54, 101B, 901, RMP |
| 19 | Szent Anna tér                          | 8.4 km  | 27 | 1, 1G, 1VP, 29, 39, 54, 101B, 901, RMP 1053, 1383 3735 1 |
| 20 | Aba utca                                | 9.1 km  | 29 | 1, 1G, 29, 39, 54, 101B, 901, RMP 1383 3755 |
| 21 | Zoltán utca                             | 9.7 km  | 31 | 1, 1G, 1VP, 29, 39, 54, 101B, 901, RMP 1383 3755 1 |
| 22 | Örs utca                                | 10.1 km | 33 | 1, 1G, 1VP, 29, 39, 54, 101B, 901, RMP 1 |
| 23 | Avar utca                               | 10.8 km | 34 | 1, 1G, 1VP, 29, 39, 54, 101B, 901, RMP 1053, 1383 3753, 3755 1 |
| 24 | Újgyőri főtér                           | 11.0 km | 36 | 1, 1G, 1VP, 6, 9, 16, 19, 21, 21G, 29, 39, 53, 54, 68, 101B, 901, RMP 1053, 1383 3753, 3755, 3756 1                                                                              |
| 25 | Újgyőri piac                            | 11.4 km | 37 | 1, 1G, 1VP, 6, 16, 53, 54, 901, RMP 3756 1 |
| 26 | Bulgárföld városrész                    | 12.3 km | 39 | 1, 1G, 1VP, 6, 53, 54, 901, RMP 1383 3755 1 |
| 27 | Diósgyőri Gimnázium                     | 12.6 km | 41 | 1, 1G, 1VP, 6, 53, 54, 901, RMP 1383 3755 1 |
| 28 | LÁEV (kisvasút)                         | 12.9 km | 43 | 1, 1G, 21, 53, 54, 101B, 901, RMP 1 Miskolc-Dorottya utca–Lillafüred–Garadna-vasútvonal, Miskolc-Dorottya utca–Mahóca-vasútvonal                                                 |
| 29 | Táncsics tér                            | 13.7 km | 44 | 1, 1G, 21, 53, 54, 101B, 901, RMP 1383 3755 |
| 30 | Diósgyőr városközpont                   | 14.2 km | 46 | 1, 1G, 1VP, 21, 53, 54, 101B, 901, RMP 1383 3755 1 |
| 31 | Alsó-Majláth                            | 14.7 km | 47 | 1, 1G, 1VP, 21, 53, 54, 101B, 901, RMP 3755 1 |
| 32 | Felső-Majláth                           | 15.4 km | 49 | 1, 1G, 1VP, 5, 15, 21, 53, 54, 101B, 901, RMP, FMV 1053, 1383 3753, 3755 1 |
| 33 | Hóvirág utca                            | 16.1 km | 50 | 1, 1VP, 5, 15, 53, 54, 901, RMP, FMV |
| 34 | Papírgyár                               | 16.6 km | 51 | 1, 1VP, 5, 15, 53, 54, 901, RMP, FMV 1383 3755 |
| 35 | Majális-park végállomás                 | 17.0 km | 53 | 1, 5, 15, 53, 54, 901, RMP, FMV, MPV 1383 3755 |